# Theo Timmerman
Theo Timmerman est un meneur néerlandais né le 6 octobre 1964. Il a été deux fois champion du monde par équipe, la première fois en 2012 et la seconde fois lors des Jeux équestres mondiaux de 2014. Lors de ces derniers jeux, il remporte également la médaille de bronze en individuel.